# Canal de la Vieille-Autise
46° 22′ 46″ N, 0° 40′ 24″ O
Le canal de la Vieille-Autise est situé dans le département de la Vendée, dans le Marais poitevin.

## Géographie
Long de 9,8 km, il permet de relier le port de Courdault, commune de Bouillé-Courdault à la Sèvre Niortaise au lieu-dit de l'Ouillette à la Barbée (Damvix), via Saint-Sigismond.

## Histoire
Le canal fut construit au milieu XIXe siècle pour offrir aux mines de Faymoreau un débouché sur la mer. L'exploitation du charbon déclinant au début du XXe siècle, il ne fut jamais achevé et se termine en cul-de-sac au port de Courdault.
Il a servi un  temps pour le flottage du bois et son transport vers le port maritime de Marans.

## Description
Il est toujours classé officiellement "voie navigable" mais son mauvais état d'entretien nécessitera des travaux pour envisager une nouvelle exploitation commerciale. 
Il permet le passage de bateaux de 28,00 x4,80 mètres, enfoncement de 1,50 et 3,05 m de tirant d'air.
Par delà  l'écluse de Saint-Arnault près de la Petite-Bernegoue, entre Damvix et Maillé, il rejoint la Sèvre Niortaise au lieu-dit "la Barbée".

## Photos

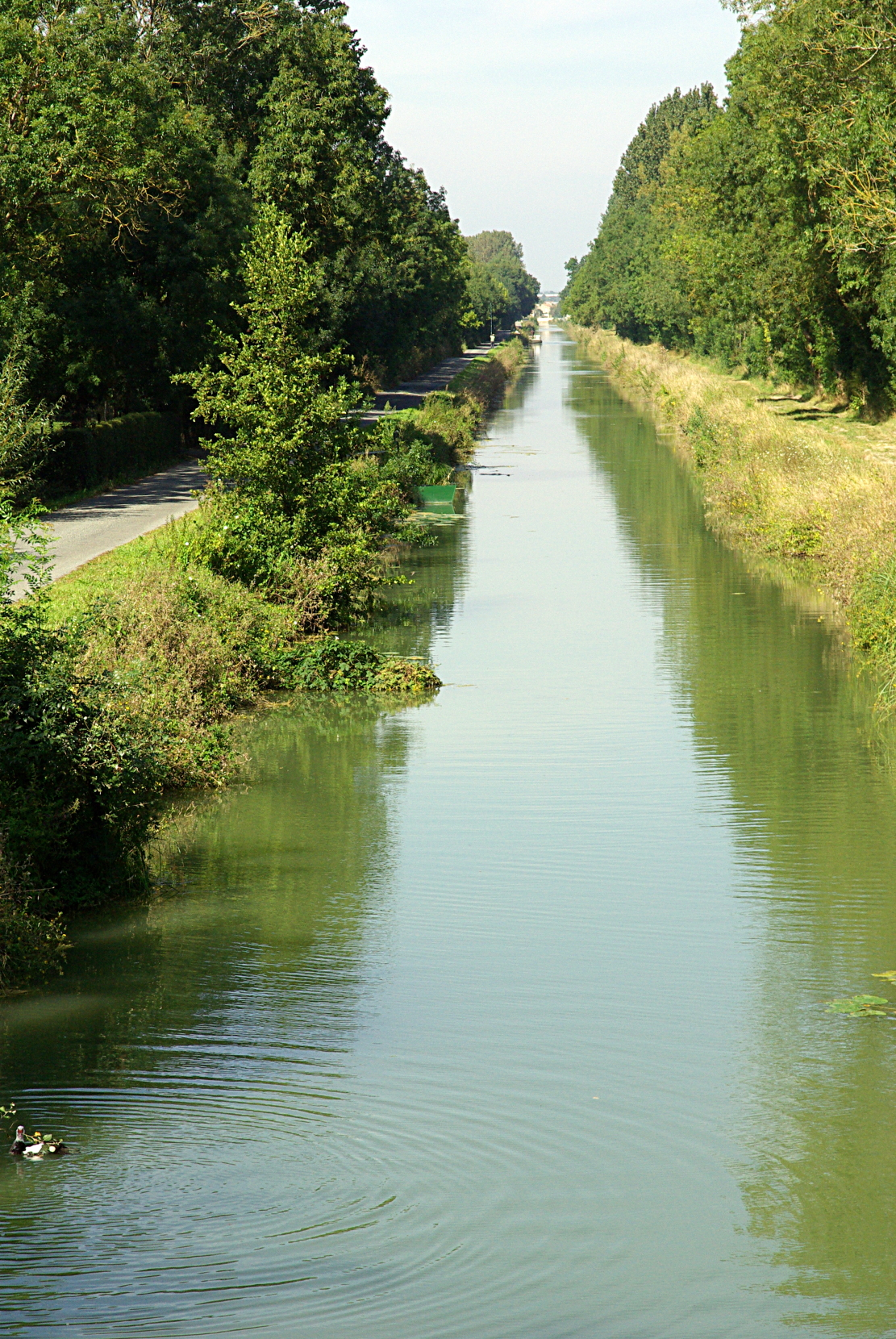
Le canal.
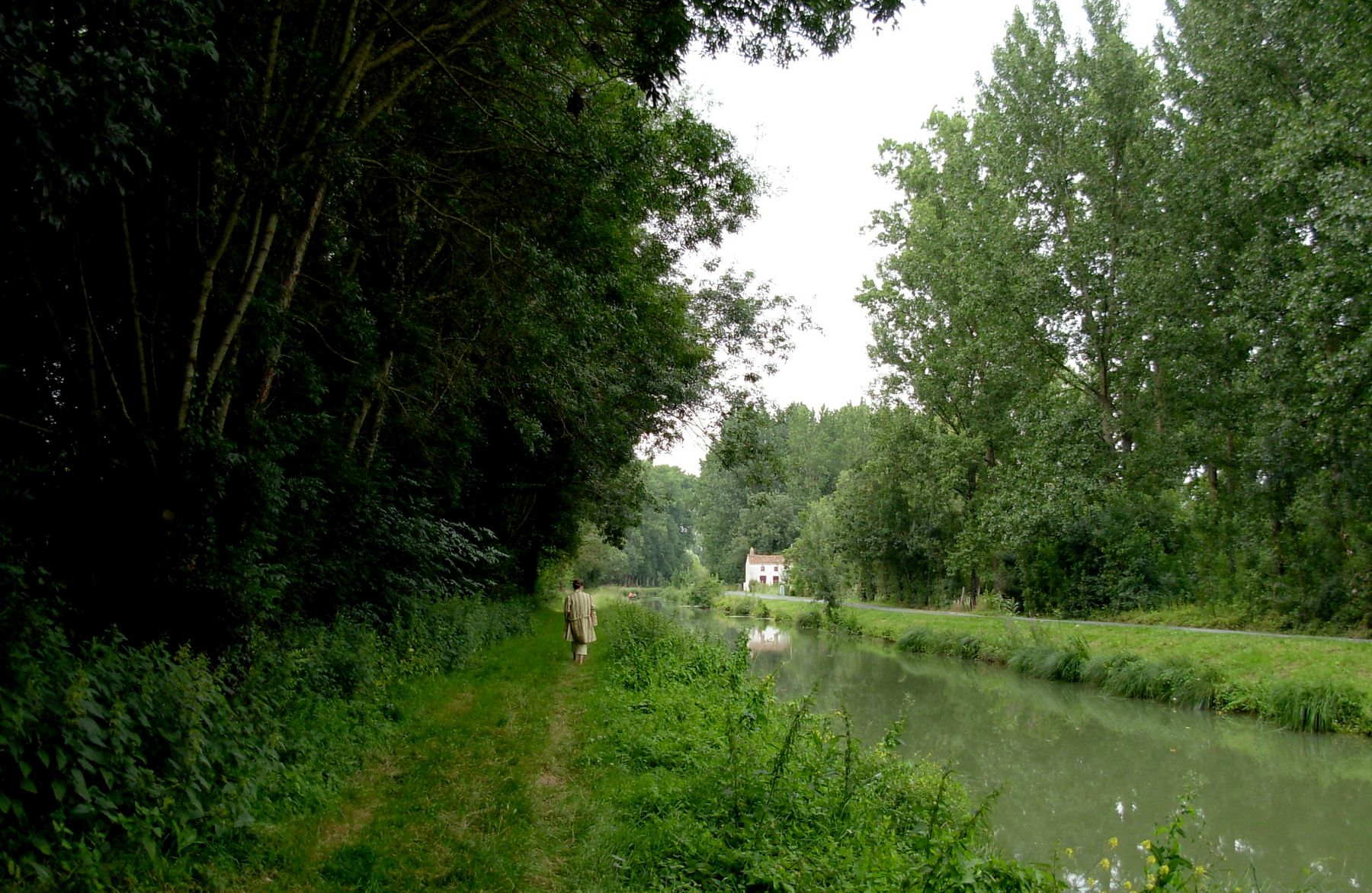
Autre vue.
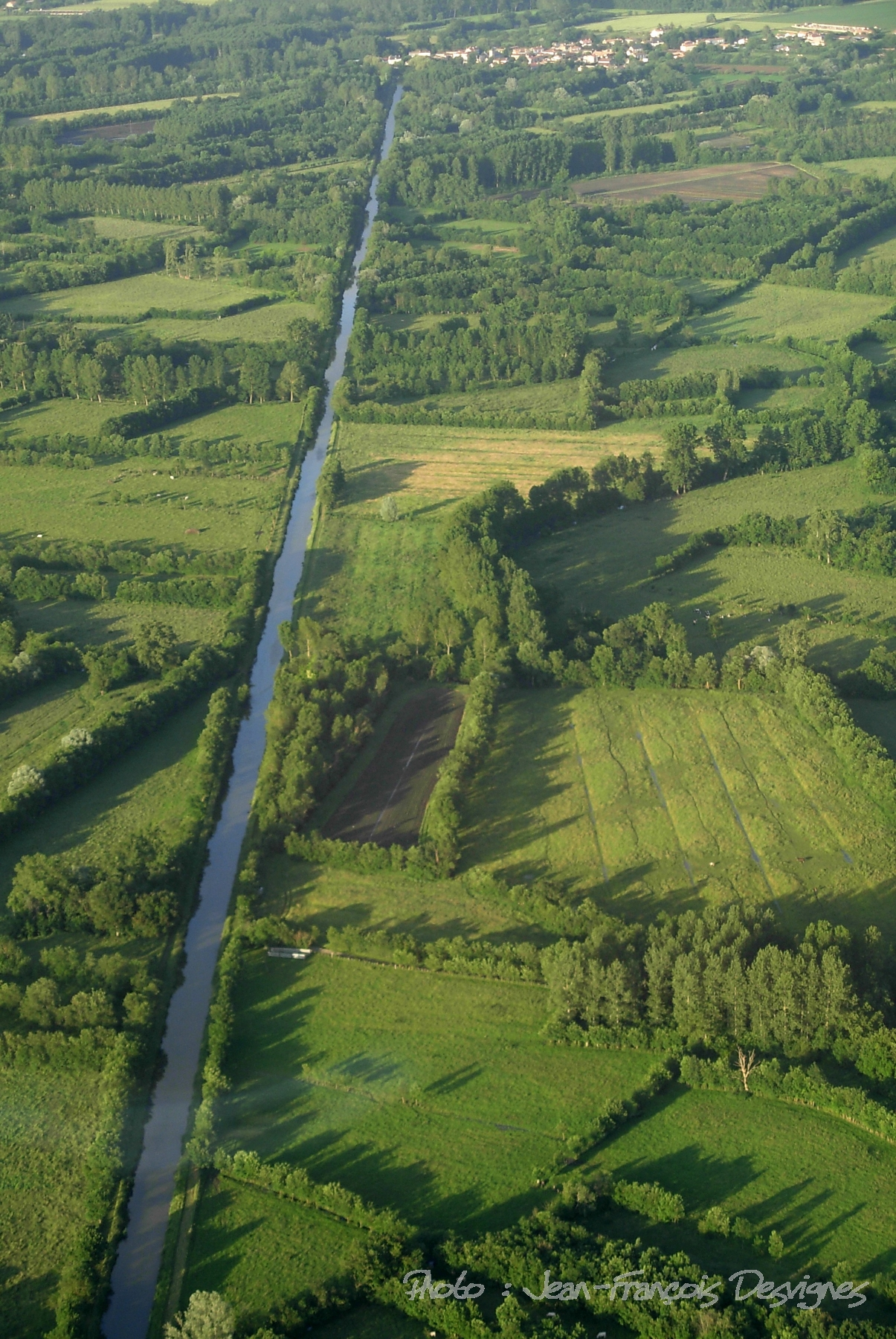
Vue aérienne pres de Saint Sigismond